# Beg for Mercy
Beg for Mercy (с англ. — «Моли о пощаде») — дебютный студийный альбом американской рэп-группы G-Unit, выпущенный 14 ноября 2003 года на лейбле G-Unit Records и Interscope Records. В записи альбома приняли участие 50 Cent, Lloyd Banks, Young Buck, а также Tony Yayo, который на момент выхода альбома находился в тюрьме. Альбом вышел 9 месяцев спустя выпуска первого сольного альбома 50 Cent'а «Get Rich or Die Tryin'».
Американская ассоциация звукозаписывающих компаний присвоила пластинке мультиплатиновый статус.

## Об альбоме
«Я продвигал G-Unit, прежде чем у меня у самого был контракт со звукозаписывающей компанией, — говорил 50 Cent — вся музыка, которую я выпускал на микстейпах, была G-Unit».
Поскольку альбом готовился к выходу тогда, когда Tony Yayo отбывал заключение по обвинению в незаконном хранении оружия, он участвовал в записи только двух песен с альбома: «Groupie Love» и «I Smell Pussy». Его изображение присутствует на кирпичной стене на обложке альбома.

## Продажи
Альбом был продан в количестве 377 000 копий на первой неделе. Для альбома, вышедшего в продажу с пятницы по воскресенье, это третий результат по количеству копий после альбома Jay-Z «The Black Album», проданного в количестве 463 263 копий, и восьмого посмертного альбома Тупака «Resurrection», проданного в количестве 430 000 копий. На второй неделе альбом был продан в количестве 327 000 копий и достигнул второго места в Billboard 200; на третьей неделе продажи составили 193 000 копий. Всего же было продано свыше двух миллионов копий в США и более трёх миллионов во всем мире. Американская ассоциация звукозаписывающих компаний присвоила пластинке мультиплатиновый статус.

## Список композиций
| №   | Название                                                                   | Продюсер(ы)                      | Длительность |
| --- | -------------------------------------------------------------------------- | -------------------------------- | ------------ |
| 1.  | «G-Unit» (Young Buck, 50 Cent & Lloyd Banks)                               | Hi-Tek                           | 3:29         |
| 2.  | «Poppin' Them Thangs» (50 Cent, Lloyd Banks & Young Buck)                  | Dr. Dre & Scott Storch           | 4:01         |
| 3.  | «My Buddy» (Lloyd Banks, 50 Cent & Young Buck)                             | Thayod Ausar, Eminem, Luis Resto | 3:44         |
| 4.  | «I'm So Hood» (50 Cent)                                                    | DJ Twins, Eminem, Luis Resto     | 2:26         |
| 5.  | «Stunt 101» (50 Cent, Lloyd Banks & Young Buck)                            | Kon Artis                        | 3:52         |
| 6.  | «Wanna Get To Know You» (Young Buck, Lloyd Banks, 50 Cent при участии Joe) | Red Spyda                        | 4:25         |
| 7.  | «Groupie Love» (50 Cent, Tony Yayo, Lloyd Banks при участии Butch Cassidy) | Dirty Swift, Bruce Waynne        | 4:14         |
| 8.  | «Betta Ask Somebody» (Lloyd Banks, Young Buck & 50 Cent)                   | Fusion Unltd., Jake One          | 3:53         |
| 9.  | «Footprints» (Young Buck & 50 Cent)                                        | Nottz                            | 4:21         |
| 10. | «Eye For Eye» (Lloyd Banks, Young Buck & 50 Cent)                          | Hi-Tek                           | 3:56         |
| 11. | «Smile» (Lloyd Banks & 50 Cent)                                            | No I.D.                          | 3:38         |
| 12. | «Baby U Got» (50 Cent, Young Buck & Lloyd Banks)                           | Megahertz                        | 4:04         |
| 13. | «Salute U» (Young Buck & Lloyd Banks)                                      | 7th EMP                          | 3:00         |
| 14. | «Beg For Mercy» (50 Cent, Young Buck & Lloyd Banks)                        | Big-Toni, Jesse XL               | 2:39         |
| 15. | «G'd Up» (50 Cent, Lloyd Banks & Young Buck)                               | Dr. Dre & Scott Storch           | 4:47         |
| 16. | «Lay You Down» (50 Cent, Young Buck & Lloyd Banks)                         | DJ Khalil                        | 4:03         |
| 17. | «Gangsta Shit» (50 Cent, Young Buck & Lloyd Banks)                         | Needlz                           | 4:12         |
| 18. | «I Smell Pussy» (Tony Yayo, Lloyd Banks & 50 Cent)                         | Sam Sneed                        | 3:58         |